# CAM di Corfù
Il CAM di Corfù o CAM de Corfou era una squadriglia che, dal 1º maggio 1916, combatté nella prima guerra mondiale, inquadrata nella francese Aéronautique navale.
Dalla dichiarazione di guerra contro gli Imperi centrali, la Marine nationale francese entra nel Mare Adriatico e cerca lo scontro con la Marina austro-ungarica (k.u.k. Kriegsmarine) che si rifugia nelle foci di Cattaro e rimane una minaccia potenziale. La Marina francese rimane a guardia del sud dell'Adriatico ma affronta importanti problemi logistici in quanto il suo porto di base più vicino è Malta, controllato dagli alleati britannici.
La situazione migliora nell'estate del 1915 con l'ingresso nella guerra del Regno d'Italia. Durante l'inverno del 1915, il Regno di Serbia
fu invaso da un attacco combinato di truppe tedesche, austriache e bulgare ed il suo esercito si ritirò attraverso le montagne dell'Albania. Una folla di decine di migliaia di soldati affamati (e di civili) si accampano sulle coste albanesi e la marina francese e la Regia Marina sono responsabili della loro evacuazione. Per questo, l'isola greca di Corfù viene occupata l'11 gennaio 1916 senza chiedere il permesso del governo greco costretto a inchinarsi al fatto compiuto.

## Storia
L'isola di Corfù diventa così una base importante per la marina francese ed il comandante di vascello Noël, comandante del CAM di Biserta, suggerisce di installare un CAM e la proposta viene accettata con decisione ministeriale del 6 aprile 1916. Due distaccamenti partono da Saint-Raphaël (Varo) ed il centro è stato creato ufficialmente il 1º maggio 1916, agli ordini del LV Larrouy. Gli aerei che riceve sono Donnet Dennaut da 160 CV Canton-Unné, che sono di scarsa qualità, e per di più, sono pilotati da piloti inesperti, che molti li pilotanano prematuramente al punto che il CAM ha un solo aereo operativo il 17 giugno 1916. Otto nuovi velivoli vengono consegnati il 1º luglio, ma il comandante del CAM, LV Larrouy, è ritenuto responsabile delle cattive condizioni del centro e viene licenziato. Sarà sostituito temporaneamente dal suo secondo, il guardiamarina Lorfèvre e poi dal tenente di vascello de l'Escaille il 24 agosto 1916.
Con questi rinforzi aerei, i voli possono riprendere ed il CAM può concentrarsi sulla sua missione principale che è il monitoraggio del Canale d'Otranto. È una gigantesca rete di superficie tra il tallone dello stivale italiano e l'isola di Corfù, piena di mine galleggianti e lungo la quale pattugliano i pescherecci da traino armati più altre navi importanti della marina italiana, francese ed inglese, per impedire alle navi nemiche ed ai sottomarini austro-ungarici di lasciare l'Adriatico. Queste forze, costantemente rafforzate durante la guerra, otterranno solo alcuni risultati senza proibire il movimento dei sottomarini nemici verso il Mediterraneo. La sua sorveglianza è completata da pattuglie aeree condotte dagli italiani da Brindisi ad ovest e dai francesi ad est da Corfù. Data la posizione strategica dell'isola, il Ministro della Marina desidera massimizzare la capacità del CAM che raggiunge una dotazione teorica di 30 aerei e ne conterà circa cinquanta alla fine della guerra.
Il 15 settembre 1916, il primo attacco aereo avvenne coinvolgendo l'aereo pilotato da EV1 Albert Duval, Yves Mahéas e SM Jean Pierre Salaün, l'EV1 Raoul Naudin, l'SM Edouard Drillet ed il QM Jean Riolfo che vengono tutti menzionati. Come tutti i sottomarini della prima guerra mondiale, questo navigò per l'essenziale del suo tempo in superficie e preferì non immergersi durante l'attacco per affrontare gli idrovolanti con i suoi pezzi contraerei; i naviganti degli idrovolanti ritornarono tutti sani e salvi dopo questo attacco, ma fu altrimenti durante il secondo incontro che si svolse il 16 ottobre 1916, dove l'U-Boot attaccato rimane in superficie e la sua contraerea abbatte l'idrovolante pilotato dal SM Drillet con l'osservatore QM Fernand Lefranc, che viene ucciso mentre cade in mare.
Nello stesso mese, il CAM di Corfù effettuò la copertura aerea delle operazioni di sbarco delle truppe italiane nel porto albanese di Santi Quaranta (Saranda). L'inverno limita un po' i voli mentre vengono consegnati gli Hispano 150 CV Donnet-Dennaut più affidabili, quindi gli Hispano 200 CV Tellier nel mese di gennaio 1917. L'11 febbraio 1917 si svolge il primo confronto con l'aviazione navale austro-ungarica quando gli idrovolanti K 183 (pilota: Dimitrije Konjovic, osservatore: Pramer), K172 (Nostiz, Schreinzer) e K177 (Nardelli, Brooser) attaccano il porto di Santi Quaranta dove si svolge un nuovo sbarco di truppe italiane e fanno cadere 160 kg di bombe. Diversi idrovolanti del CAM decollano per intercettarli ma non riescono a trovarli: gli aerei austro-ungarici hanno continuato il loro volo di ricognizione su Corfù dove hanno incontrato un violento attacco contraereo, quindi sono tornati alla base con un percorso di 720 km. Un nuovo sottomarino venne incontrato ed attaccato pochi giorni dopo il 16 febbraio 1917 e per il maltempo a marzo voli sono severamente limitati.
Il mese di maggio 1917 è ricco di azioni e vede il CAM riprendere completamente le sue attività effettuando quasi 250 traversate dell'Adriatico. Il 9 maggio 1917, un sottomarino venne attaccato da un idrovolante pilotato dall'EV1 Georges Bragayrac con l'osservatore meccanico QM Jean Lamarque. Altri due attacchi ai sottomarini vengono effettuati nel mese per il quale vengono citati diversi piloti, senza conoscerne i dettagli. Il 15 maggio 1917, la marina austro-ungarica fece irruzione nel Canale d'Otranto con alcune delle sue navi guidate dall'ammiraglio Miklós Horthy (futuro leader dell'Ungheria dopo la guerra): diversi idrovolanti del CAM attaccarono le navi nemiche per bombardarle, senza successo. Alla fine, il 26 maggio 1917, tre idrovolanti austriaci Albatros Weichmann, K154 (Lschlt Walter Hell, EF Stb Masch Wart Engel), K152 (Frglt von Klimburg, EF Stb Masch Wart Schramek), K153 (Frglt Walter Zelzeny, Fhr idRes d MK Wart Josef Dörfler), decollarono dal porto di Durazzo per una missione di ricognizione a Corfù. Per rimanere discreti, calcolano di arrivare a mezzogiorno sull'obiettivo per trarre vantaggio dall'interruzione del pasto dei marinai. Pasto o no, l'allarme suona al CAM e 4 idrovolanti decollano per cercare di intercettarli. Ma gli austriaci volano a 3200 metri sul livello del mare su un asse sud-est. La K 152 e la K 154 stanno ancora girando a nord dell'isola in attesa, mentre la K 153 sorvola la città di Corfù per scattare foto. Secondo gli archivi austriaci, un aereo francese che vola 300 metri più in basso attacca il K 153 ma la sua mitragliatrice si inceppa, l'austriaco si difende sparando un razzo contro il suo assalitore, che si abbassa per atterrare nel porto. Quindi la contraerea navale entra in azione e due caccia Nieuport vengono visti dall'equipaggio austriaco che decollano da Santi Quaranta sulla costa albanese ma si dirigono nella direzione sbagliata. Il K 153 si diresse quindi a nord per unirsi agli altri due equipaggi, per poi tornare insieme a Durazzo dopo un volo che durò quasi 5 ore e 40 minuti.
Questo raid aeronautico austriaco aumenterà la consapevolezza della mancanza di dispositivi adeguati per l'intercettazione. Gli idrovolanti Sopwith Baby saranno consegnati e saranno operativi nell'agosto 1917, nel momento in cui il centro di comando passa al LV Hautefeuille. Nell'immediato futuro, le pattuglie continuano ed il 29 maggio 1917 un sottomarino viene avvistato ed attaccato tre volte. Il giorno successivo, un sottomarino austriaco affonda la nave francese Italia dopo un duro combattimento e 2 idrovolanti del CAM prendono parte al salvataggio del suo equipaggio.
Non meno di quattro attacchi sottomarini furono condotti almeno nel giugno 1917 dagli equipaggi del CAM dove spicca l'EV1 Bragayrac. Fu durante questo mese che venne anche istituito un centro di aviazione marittima britannica a Corfù, con conseguente nuova divisione delle zone di pattugliamento. Il mese di luglio vede i marinai francesi soffrire della malaria endemica che infuria in quel momento in Grecia. Il 28 luglio 1917, il SM Corret fu citato per aver attaccato e costretto alla fuga un idrovolante nemico, permettendo ad altri idrovolanti di attaccare un sottomarino. Gli archivi austriaci menzionano solo una pattuglia di ricognizione sottomarina condotta il 29 luglio dai loro idrovolanti L131, L132 e L135.
Tre nuovi attacchi ai sottomarini saranno condotti fino alla fine dell'anno, il 29 e 30 settembre ed il 25 novembre 1917, mentre vengono consegnati idrovolanti FBA da 160 e 150 CV. L'inverno riduce i voli ed all'inizio dell'anno 1918, poiché si osserva che il Canale d'Otranto è attraversato solo di notte dai sottomarini austriaci e tedeschi, le missioni degli idrovolanti francesi si stanno progressivamente spostando verso la scorta di convogli navali. Il 20 febbraio 1918, tuttavia, un sottomarino nemico fu individuato ed attaccato da idrovolanti con l'EV2 Pierre Gourvest, il SM Plau Gélau ed il QM Michel Le Bloa, tutti citati, nonché dall'osservatore QM Louis Tilly - il sottomarino sembra colpito e si crede che le statistiche tedesche od austriache non indichino alcuna perdita di sottomarini quel giorno.
Il CAM di Corfu conoscerà quindi da marzo a maggio 1918 un'attività ridotta a causa delle cattive condizioni dei suoi aerei, la cui manutenzione è complicata dalla diversità dei tipi di aeromobili in servizio. Tuttavia, secondo fonti austriache, gli aerei francesi partecipano almeno 5 volte ai raid condotti in aprile e maggio nei porti di Durazzo e Kumbor di Castelnuovo (Montenegro), insieme ad aerei italiani e britannici.
Il 6 giugno 1918, due idrovolanti da ricognizione austriaci Hansa-Brandenburg FB, il K169 (Frglt Ottokar Holoubek, EF Stb Masch Wart Kohlhauser) ed il K226 (Scheschinger, Riedl) fecero una ricognizione sul Canale d'Otranto e attraversarono Corfù. L'allarme suonò al CAM e due idrovolanti Sopwith decollarono per intercettarli. Non saranno in grado di raggiungere gli austriaci che volano a 3100 metri di altitudine e raggiunsero la loro base senza essere attaccati.
Nel settembre del 1918 vi fu l'ultimo attacco del centro contro un sottomarino nemico, mentre l'epidemia di influenza spagnola colpì l'isola e furono consegnati i Canon Tellier da 200 CV. Era a bordo di uno dei due scomparsi in mare, il SM André Boucher (pilota) e l'osservatore marinaio Roger Gerard, che sono le ultime perdite operativa del centro. Al tempo dell'Armistizio di Villa Giusti, il CAM è mantenuto per diversi mesi per servire da centro di raggruppamento per altre unità di aviazione navale nella regione. Il suo scioglimento interverrà infine nel 1919.

## Aerei
- Donnet Denhaut 160 ch Canton Unnè maggio 1916
- Donnet-Denhaut 150 ch Hispano-Suiza ottobre 1916
- Tellier 200 ch Hispano-Suiza gennaio 1917
- Donnet-Denhaut de 150 ch Lorraine giugno 1917
- Sopwith Baby 130 ch Clerget agosto 1917
- FBA Type H 160 ch Lorraine ottobre 1917
- FBA 150 ch Hispano-Suiza febbraio 1918
- Donnet-Denhaut 200 ch Hispano-Suiza marzo 1918
- FBA 200 ch Hispano-Suiza aprile 1918
- Tellier 200 ch Hispano-Suiza settembre 1918